# Christopher A. Wray
Christopher Asher Wray (New York, 17 dicembre 1966) è un avvocato e dirigente pubblico statunitense, 8° direttore dell'FBI dal 2 agosto 2017 al 19 gennaio 2025. Dal 2003 al 2005, Wray è stato assistente del procuratore generale degli Stati Uniti, responsabile della Divisione Criminale, nell'amministrazione di George W. Bush. Dal 2005 al 2016 è stato partner di contenzioso con lo studio legale King & Spalding.

## Biografia
Christopher A. Wray è nato a New York City. Suo padre, Cecil A. Wray Jr., è laureato alla Vanderbilt University e alla Yale Law School, ha lavorato come avvocato presso il Debevoise & Plimpton a New York. Suo nonno paterno, T. Cecil Wray, è stato il sindaco della città di Brentwood, Tennessee dal 1971 al 1973. Anche il suo bisnonno paterno, Taylor Malone, era laureato alla Vanderbilt University, e il co-fondatore e presidente di Malone & Hyde, "una delle più grandi aziende alimentari all'ingrosso del sud". Suo nonno materno, Samuel E. Gates, "contribuì a plasmare le leggi che regolano i voli aerei nazionali e internazionali" come funzionario del Bureau of Air Commerce.
Wray frequentò la Buckley School, a New York City e il collegio privato Phillips Academy ad Andover, Massachusetts. Wray ha poi frequentato la Yale University, dove si è laureato "cum laude" con un "Bachelor of Arts" in filosofia nel 1989, e ha conseguito il dottorato in giurisprudenza nel 1992 presso la Yale Law School, è stato inoltre l'editore esecutivo del "Yale Law Journal". Dopo la laurea in legge, Wray ha trascorso un anno come impiegato per il giudice J. Michael Luttig.

### Servizio governativo
Wray è entrato nel governo nel 1997 come assistente procuratore degli Stati Uniti per il distretto settentrionale della Georgia. Nel 2001 si è trasferito al Dipartimento di Giustizia come Vice Procuratore Generale Associato e Procuratore Generale Associato Principale.
Il 9 giugno 2003, il presidente George W. Bush ha nominato Wray il 33° assistente del procuratore generale degli Stati Uniti, responsabile della divisione criminale del dipartimento di Giustizia. Wray è stato confermato all'unanimità dal Senato l'11 settembre 2003. Wray è stato assistente del procuratore generale dal 2003 al 2005, lavorando sotto il vice procuratore generale James Comey . Mentre era a capo della Divisione Criminale, Wray ha supervisionato importanti indagini sulle frodi, inclusa la Enron. Nel 2013, è stato rivelato che Wray era uno degli alti funzionari del dipartimento di giustizia che si era quasi dimesso nel 2004, insieme all'allora direttore dell'FBI Robert Muellere il vice procuratore generale James Comey, a causa di tecniche di sorveglianza illegali che l'amministrazione Bush aveva messo in atto nell'ambito del programma di sorveglianza terroristica. Nel marzo 2005, Wray annunciò che si sarebbe dimesso dal suo incarico. Il suo ultimo giorno al Dipartimento di Giustizia è stato il 17 maggio 2005.
Nel 2005, Wray ha ricevuto l'Edmund J. Randolph Award, il più alto riconoscimento del Dipartimento di Giustizia per il servizio pubblico e la leadership.

### Studio di diritto privato
Wray è entrato al King & Spalding, uno studio legale di diritto societario internazionale americano, nel 2005 come partner di contenzioso negli uffici di Washington, DC e Atlanta dell'azienda. Wray ha rappresentato diverse aziende e ha presieduto il King & Spalding Special Matters and Government Investigations Practice Group. Durante la sua permanenza alla King & Spalding, Wray ha agito come avvocato personale del governatore del New Jersey Chris Christie durante lo scandalo Bridgegate.

### Direttore del Federal Bureau of Investigation (2017-2025)

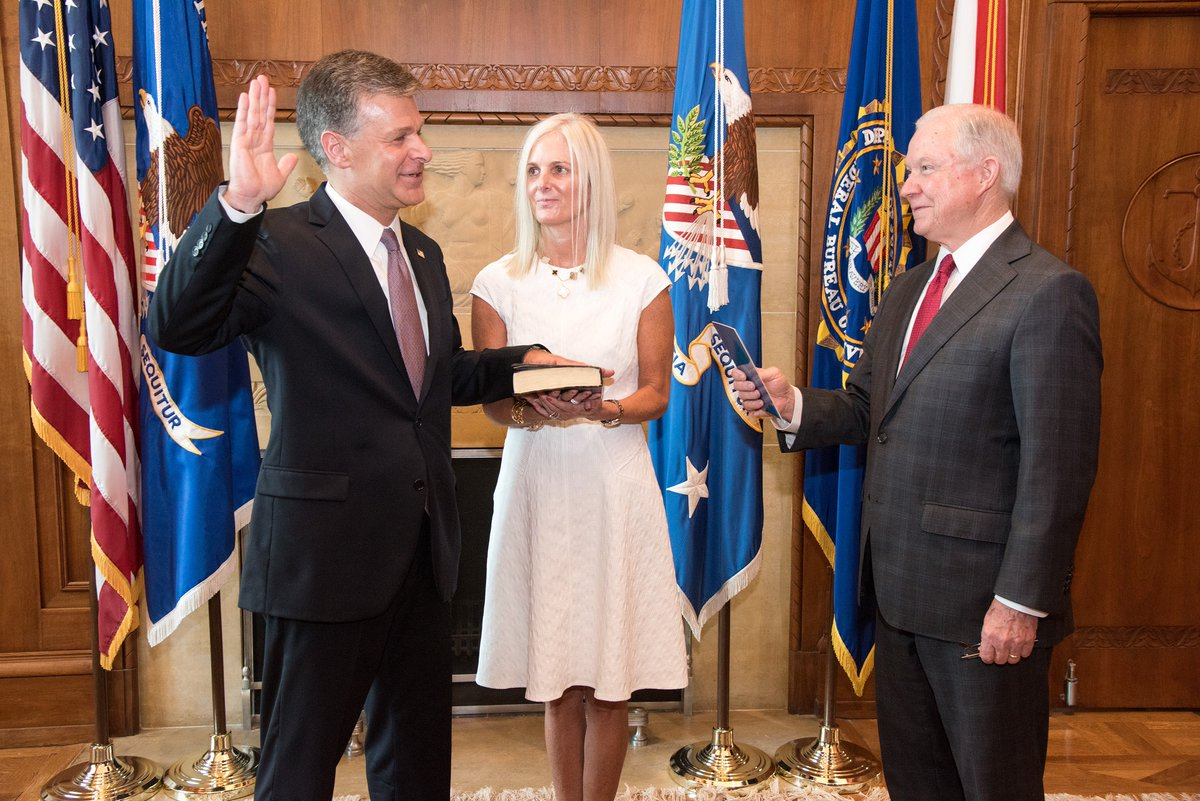
Wray presta giuramento come direttore dell'FBI dal procuratore generale, Jeff Sessions.

Il 7 giugno 2017, il presidente Donald Trump ha annunciato la sua intenzione di nominare Wray come prossimo direttore dell'FBI, in sostituzione di James Comey, che è stato licenziato da Trump il 9 maggio 2017. Trump ha intervistato Wray per il vacante lavoro di direttore dell'FBI il 30 maggio 2017, secondo l'allora segretario stampa Sean Spicer. L'udienza di conferma del Senato di Wray è iniziata il 12 luglio 2017. Tra le altre testimonianze, quando gli è stato chiesto se ritenesse che l'indagine sull'interferenza elettorale russa del 2016 e sui possibili collegamenti con la campagna di Trump fosse una "caccia alle streghe", ha affermato che non l'ha fatto.
Il 20 luglio 2017, la commissione giudiziaria del Senato ha raccomandato all'unanimità di confermare Wray come prossimo direttore dell'FBI. Wray è stato ufficialmente confermato dal Senato il 1 agosto 2017; il voto è stato 92-5.

#### Con Trump
Ha prestato giuramento dal procuratore generale Jeff Sessions in una cerimonia privata il 2 agosto 2017. Wray ha prestato giuramento formale il 28 settembre 2017, in una cerimonia a cui non ha partecipato il presidente Trump, segnando la prima volta che un direttore dell'FBI presta giuramento senza il Presidente che lo ha nominato presente alla cerimonia.
Il 13 febbraio 2018, in un'audizione del comitato ristretto per l'intelligence del Senato incentrata sullo spionaggio cinese negli Stati Uniti, il senatore Marco Rubio ha chiesto a Wray il rischio rappresentato dagli studenti cinesi nei programmi avanzati di scienze e matematica. In risposta, Wray ha dichiarato che "sfruttando l'ambiente di ricerca e sviluppo molto aperto che abbiamo" e di conseguenza ha visto il rischio "come non solo un intero governo minaccia, ma una minaccia per l'intera società".
Il 9 dicembre 2019, Wray è stato intervistato dalla ABC News in seguito alla pubblicazione del rapporto dell'ispettore generale del DoJ sulle origini dell'indagine in Russia. Nell'intervista, quando gli è stato chiesto delle caratterizzazioni dell'FBI e dei suoi agenti Wray ha risposto: "Penso che sia il tipo di etichetta che è un disservizio per gli uomini e le donne che lavorano all'FBI che ho pensare di affrontare il proprio lavoro con professionalità, con rigore, con obiettività, con coraggio. Quindi non è un termine che userei mai per descrivere la nostra forza lavoro e penso che sia un affronto per loro". Ha dichiarato che non credeva che la campagna di Trump fosse stata ingiustamente presa di mira dall'indagine dell'FBI. Ciò ha portato Trump a criticare Wray il giorno seguente.
Nel gennaio 2020, il senatore Chris Murphy ha scritto a Wray, sollecitando l'FBI a "indagare sulle accuse" secondo cui l'Arabia Saudita "ha illegalmente compromesso e rubato dati personali" di Jeff Bezos, il proprietario del Washington Post, come parte di un possibile sforzo per "influenzare, se non il silenzio, il servizio del Washington Post sull'Arabia Saudita".

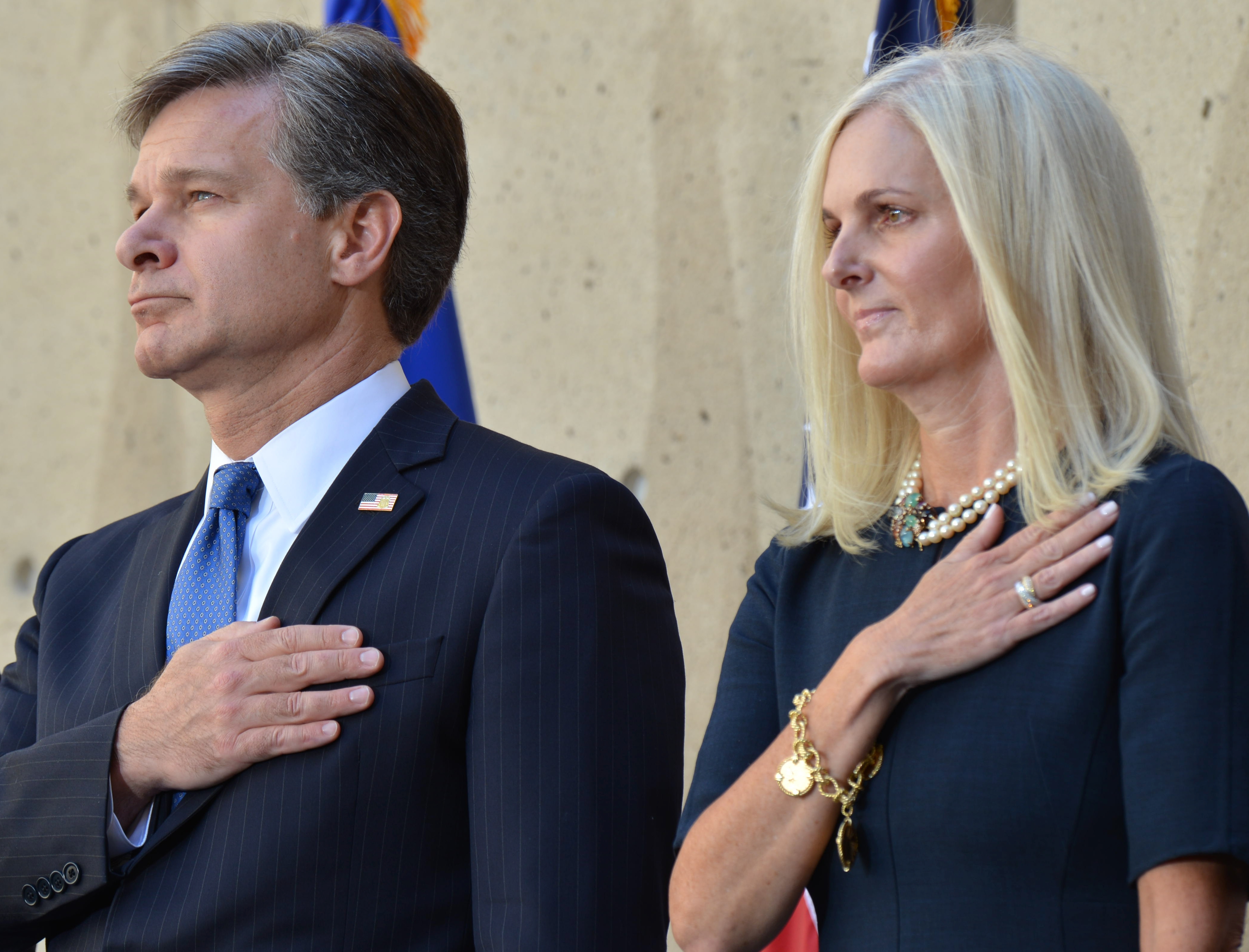
Christopher Wray e la moglie Helen nel 2017

Nell'aprile 2020, il presidente Trump ha preso in considerazione l'idea di estromettere Wray e sostituirlo con William Evanina, ma quando il procuratore generale William Barr ha minacciato di dimettersi, Trump si è tirato indietro. Nel maggio 2020, Wray ha ordinato una revisione interna su una possibile cattiva condotta nell'indagine dell'FBI sull'ex consigliere per la sicurezza nazionale di Trump, Michael Flynn.
Il 4 giugno 2020, Wray ha dichiarato che "anarchici" come Antifa stanno "sfruttando" le proteste di George Floyd "per perseguire programmi violenti ed estremisti". Wray in seguito ha chiarito che Antifa è un'ideologia piuttosto che un'organizzazione specifica, scontrandosi con Trump.
Nel luglio 2020, Wray ha definito la Repubblica popolare cinese la "più grande minaccia a lungo termine" per gli Stati Uniti. Ha detto che "l'FBI sta ora aprendo un nuovo caso di controspionaggio relativo alla Cina ogni 10 ore. Dei quasi 5.000 casi di controspionaggio attivi attualmente in corso in tutto il paese, quasi la metà sono legati alla Cina". Wray ha citato la violazione dei dati medici di Anthem che ha esposto le informazioni personali di oltre 78 milioni di persone e la violazione dei dati Equifax del 2017 che ha colpito più di 145 milioni di americani. Wray sostenne che la Cina stava cercando di diventare l'unica superpotenza mondiale, soppiantando gli Stati Uniti.

#### Con Biden
Il 28 ottobre 2020, l'FBI ha pubblicato una lettera indirizzata sia a Donald Trump che a Joe Biden chiedendo a Wray di rimanere direttore dell'FBI per il mandato di 10 anni.
Il 2 dicembre 2020, un membro dell'allora presidente eletto Joe Biden ha annunciato che se Wray non è stato licenziato o rimosso dal suo incarico dal presidente Trump, allora sarebbe rimasto come direttore dell'FBI.
Il 2 marzo 2021, Wray ha testimoniato nelle udienze del Senato sull'estremismo che ha portato all'assalto del 2021 al Campidoglio degli Stati Uniti in cui ha condannato l'attacco e ha sostenuto che si trattava di un caso di terrorismo interno.

## Vita privata
Wray ha sposato Helen Garrison Howell, una compagna di classe di Yale, nel 1989. Hanno un figlio, Trip, e una figlia, Caroline, vivono tutti e tre in Georgia.
Da gennaio 2016 a luglio 2017, il mese della sua conferma, Wray ha guadagnato $ 9,2 milioni lavorando come avvocato per lo studio legale King & Spalding, significativamente più del suo stipendio come direttore dell'FBI. Secondo un calcolo del Wall Street Journal, il patrimonio netto di Wray nel 2017 è stato stimato tra i 23 e i 42 milioni di dollari.
Wray è un repubblicano e membro della Federalist Society.